# Walter Michael Ebejer
Walter Michael Ebejer OP (* 3. August 1929 in Dingli, Malta; † 11. Juni 2021 in União da Vitória, Paraná, Brasilien) war ein maltesischer Ordensgeistlicher und römisch-katholischer Bischof von União da Vitória in Brasilien.

## Leben
Walter Michael Ebejer trat im Alter von 16 Jahren der Ordensgemeinschaft der Dominikaner bei und legte fünf Jahre später die feierliche Profess ab. Er studierte bis 1956 Philosophie und Katholische Theologie am St. Thomas Aquinas College in Rabat. Zudem absolvierte er einen Studienaufenthalt in Oxford. Ebejer empfing am 24. Januar 1954 das Sakrament der Priesterweihe.
Am 21. Dezember 1957 wurde Walter Michael Ebejer als Missionar nach Brasilien entsandt, wo er zunächst in Itapirapuã, Novo Brasil und Fazenda Nova im Bundesstaates Goiás wirkte. Von 1961 bis 1969 war er in der Pfarrseelsorge in Faxinal und Ponta Grossa im Bundesstaat Paraná tätig. Danach setzte Ebejer seine Studien an der Päpstlichen Universität Heiliger Thomas von Aquin in Rom fort, an der er 1973 ein Lizenziat im Fach Katholische Theologie erwarb. Anschließend kehrte er nach Brasilien zurück und lehrte an der Pontifícia Universidade Católica do Paraná in Curitiba sowie am Studium Theologicum der Dominikaner. Zudem war Ebejer Pfarrer in Matinhos.
Papst Paul VI. ernannte ihn am 3. Dezember 1976 zum ersten Bischof des mit gleichem Datum errichteten Bistums União da Vitória. Der Apostolische Nuntius in Brasilien, Erzbischof Carmine Rocco, spendete ihm am 6. März des folgenden Jahres in Stadion von União da Vitória die Bischofsweihe; Mitkonsekratoren waren Pedro Antônio Marchetti Fedalto, Erzbischof von Curitiba, und Geraldo Claudio Luiz Micheletto Pellanda CP, Bischof von Ponta Grossa. Sein Wahlspruch Zelus Domus Comedit („Der Eifer für dein Haus hat mich verzehrt“) stammt aus Ps 69,10 . 1984 errichtete Walter Michael Ebejer das Priesterseminar Rainha das Missões, an dem er auch lehrte. Ferner gründete er ein Ausbildungszentrum für Ständige Diakone und eine theologische Schule für Laien.
Am 3. Januar 2007 nahm Papst Benedikt XVI. seinen altersbedingten Rücktritt an. Nach seiner Emeritierung blieb Ebejer in Brasilien und hielt weiterhin Exerzitien. Er starb im Juni 2021 in einem Krankenhaus in União da Vitória.
Ebejer war Gründungsmitglied der Academia de Letras Vale do Iguaçu in União da Vitória. Der maltesische Schriftsteller Francis Ebejer (1925–1993) war sein Bruder.

## Schriften
- Eu, meu Deus e minha Mula. Gráfica Vicentina, Curitiba 2008, ISBN 978-85-99523-11-7.
- A teoria platônica das formas: com especial referência a sua cosmologia no Timeu. UNIUV, União da Vitoria 2010, ISBN 978-85-984232-2-7.
- Mais Conversões ao Catolicismo. 2 Bände. Nossa Senhora da Paz, Rio de Janeiro 2015.
- Minhas lembranças missionárias. 2018.